# Guoda
Guoda ist ein litauischer weiblicher Vorname. Die männliche Form ist Guodas. Der Namenstag ist am 2. August.

## Personen
- Guoda Burokienė (* 1970), Politikerin und Agrarfunktionärin, seit  2016 Mitglied des Seimas